# Tramway d'Osijek
Le réseau de tramway d'Osijek est exploité par l'entreprise publique Gradski prijevoz putnika Osijek.

## Réseau actuel
Deux lignes composent le réseau :
- 1: Višnjevac – Trg A. Starčevića – Zeleno Polje
- 2: Trg A. Starčevića – Mačkamama – Bikara

### Matériel roulant
32 rames composent le parc :
- 9 rames GT6
- 23 rames Tatra T3

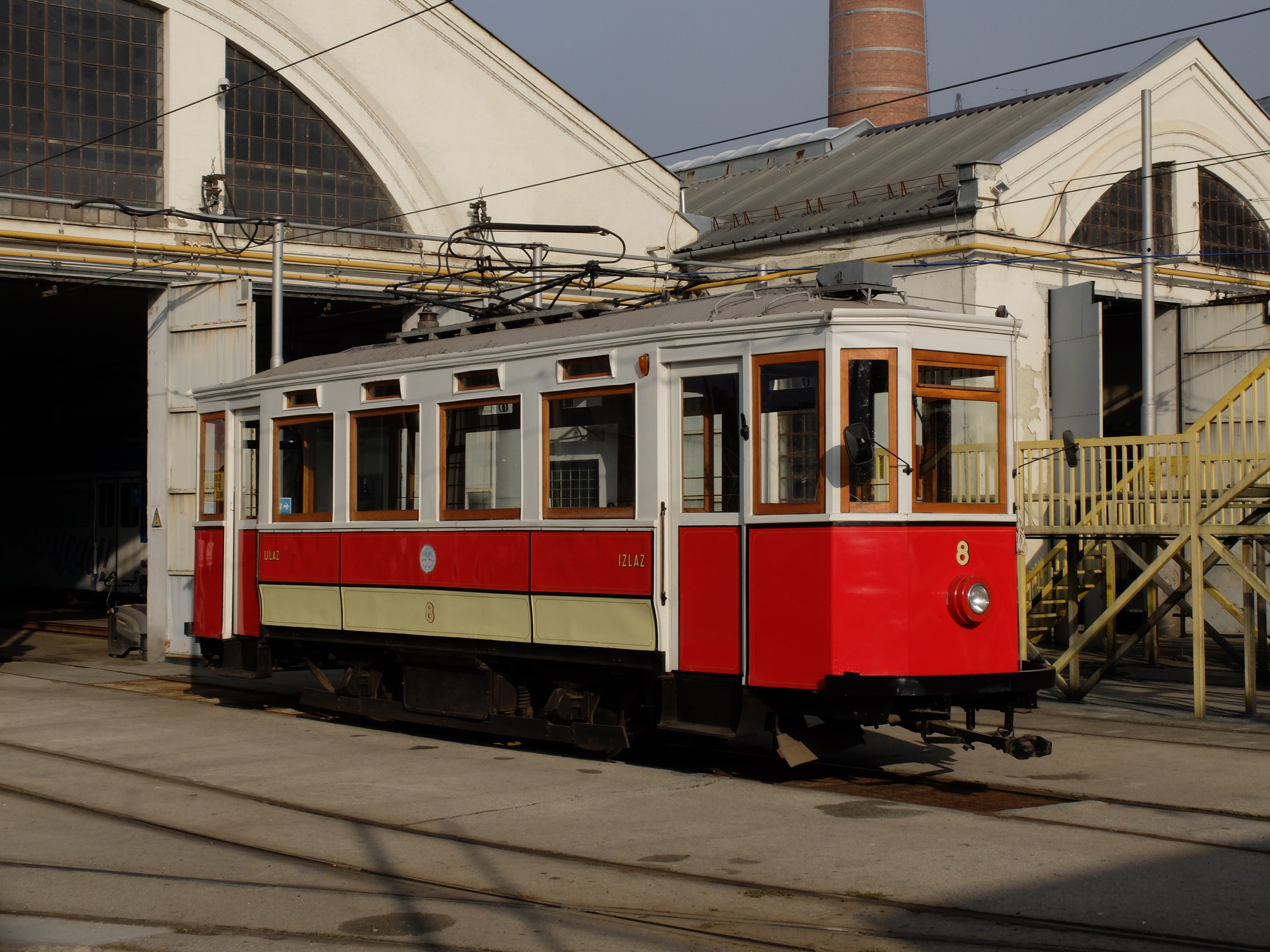
Non. 8
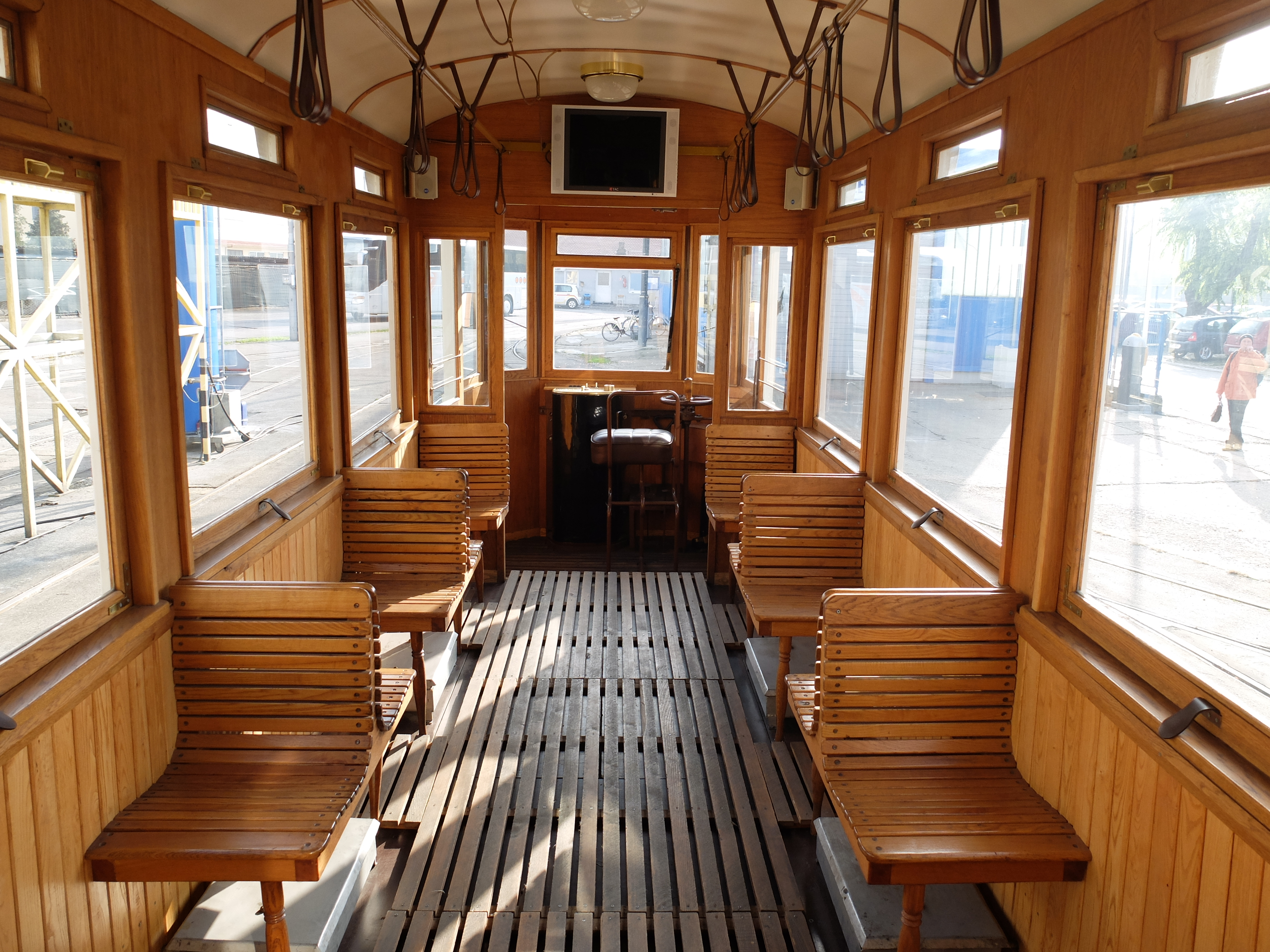
Non. 8 (Passenger compartment)
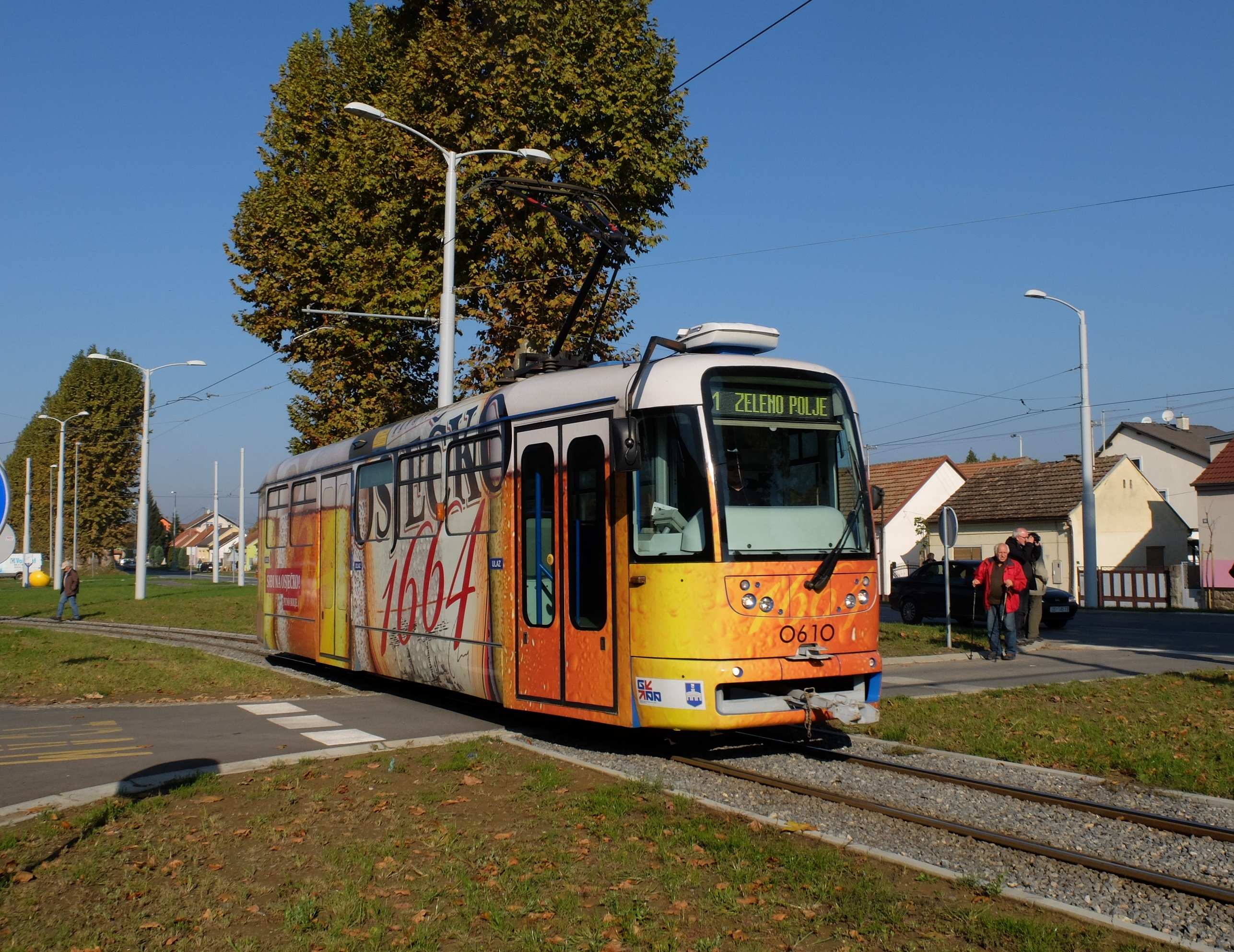
Non. 0610 (T3R.PV)
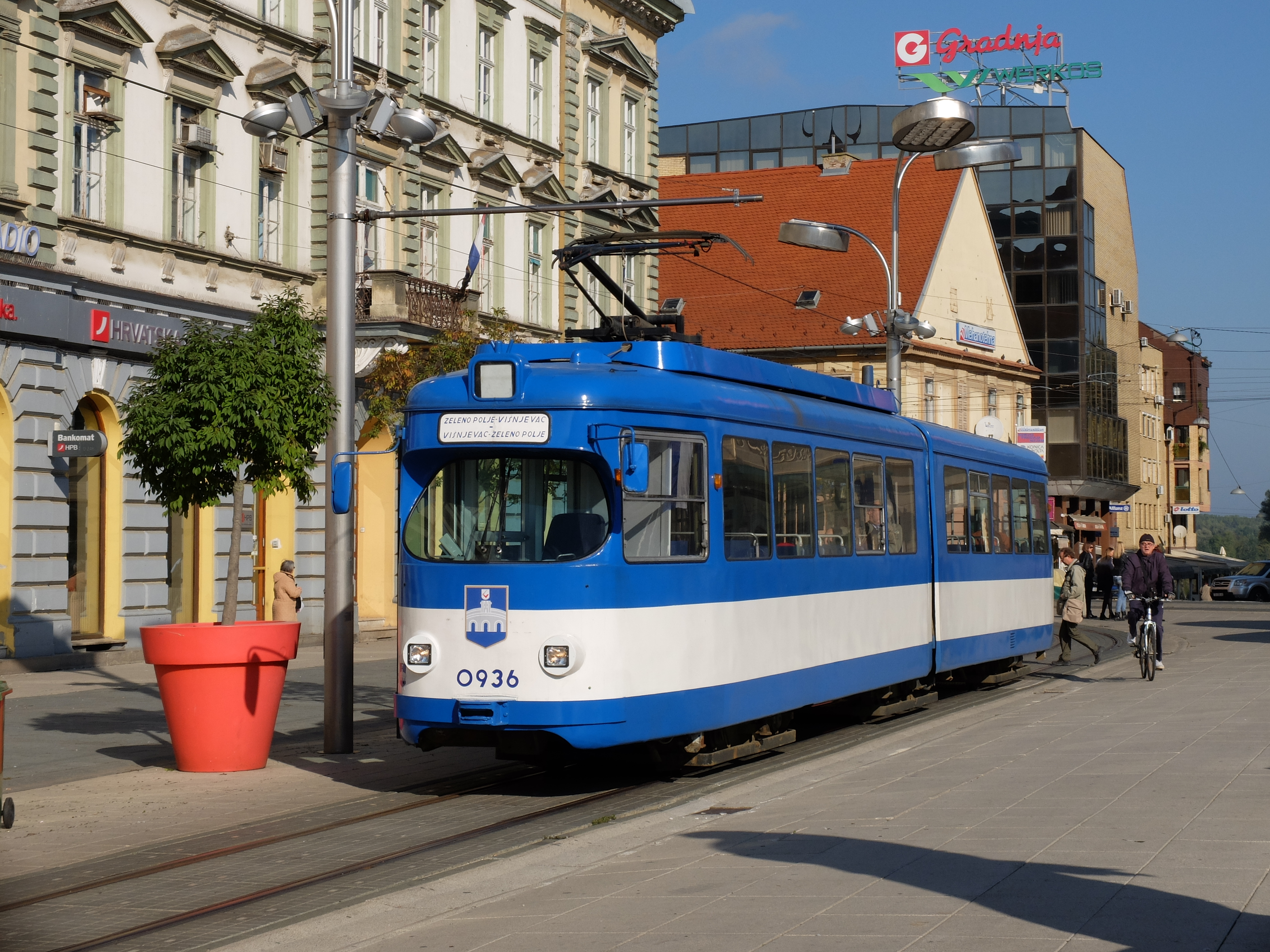
Non. 0926 (GT6)